# Zamek w Złotowie
Zamek w Złotowie – nieistniejący zamek zbudowany na wyspie jeziora koło Złotowa w północnej Wielkopolsce.

## Historia
Zamek na wyspie zbudował w średniowieczu wielkopolski ród rycerski pieczętujący się herbem Grzymała. Wcześniej w miejscu zamku w IX wieku znajdowała się osada. Wyspę z lądem łączył drewniany most, natomiast obecnie dawna Wyspa Zamkowa jest półwyspem.
Złotów pojawił się w kronice Janka z Czarnkowa w 1370 roku pod nazwą Welatowo i Vlathow. Według Janka z Czarnkowa król polski Kazimierz Wielki zapisał w testamencie zamek swojemu wnukowi Kaźkowi Słupskiemu (Kazimierzowi IV). Ponownie castrum wymieniono w 1378 roku. Zamek średniowieczny mógł przebudować w XVI wieku wojewoda inowrocławski Mikołaj Potulicki, a rozbudować jego syn Jan Potulicki (zm. 1633) nadając głównemu domowi zamkowemu cechy stylu późnorenesansowego. W czasie Potopu szwedzkiego zamek należał do wojewody kaliskiego Andrzeja Karola Grudzińskiego, który przeszedł na stronę Szwedów, ale gdy od nich odstąpił i przeszedł na stronę Rzeczypospolitej wycofujące się do Szczecina wojska szwedzkie spaliły zamek 28 czerwca 1657 roku. Zamek był później użytkowany, ponieważ wymieniono go w 1687 roku w akcie sprzedaży zamku Piotrowi z Bnina Opalińskiemu. Ponownie zamek wymieniono w 1715 roku, gdy właścicielem zamku był Zygmunt Działyński. Po raz ostatni zamek wymieniono w akcie sprzedaży z 1735 roku po śmierci wojewody czernihowskiego Józefa Potulickiego. Pozostałości zamku uległy ostatecznemu zniszczeniu podczas porządkowania półwyspu w XIX wieku.

## Architektura
Zamek składał się z głównego domu zamkowego zwieńczonego renesansowymi szczytami, który flankowały dwie narożne wieloboczne baszty przystosowane do użycia broni palnej. Do głównego domu zamkowego przylegał z boku niższy budynek tworząc łącznie z nim kształt litery L. Całość otaczały drewniane fortyfikacje wzmocnione w narożach bastionami widocznymi na widoku z 1657 roku. Od strony północnej zamku podczas prac archeologicznych odsłonięto fundamenty kwadratowej wieży o wymiarach 7 × 8 metra z dwiema klatkami schodowymi.
Podczas badań archeologicznych stwierdzono, że zamek z XVII wieku posadowiono na miejscu wczesnośredniowiecznego osadnictwa z IX wieku. W trakcie prowadzonych prac wykopaliskowych odsłaniano resztki murów fundamentowych zamkowych o grubość od 1,1 do 1,4 metra. Odsłonięte mury wykonane były z dużych, obrobionych (ociosanych) głazów kamiennych i cegieł gotyckich spojonych zaprawą murarską. Mury spoczywały na drewnianym ruszcie, wykonanym z ociosanych belek o grubości około 25 × 25 cm. Wnętrze pomiędzy poziomymi legarami rusztu wypełniały grube pionowe pale, wbite głęboko w piaszczysty i podmokły grunt wyspy zamkowej. Konstrukcja tworzyła podstawę nośną budowli zamkowej na sypkim i wilgotnym podłożu. Przy murach fundamentowych odsłonięto również dziedziniec zamkowy wyłożony brukiem kamiennym, z zachowanym rowkiem do odprowadzania nadmiaru wody. Odsłonięto także resztki spalonych budynków gospodarczych, które były wykonane z drewna i cegieł w konstrukcji szachulcowej, które widoczne są na widoku Erika Dahlberga z 1657 roku.

## Badania archeologiczne
- W 1974 roku na terenie dawnego zamku badania archeologiczne prowadzono pod kierunkiem Henryka Janochy i Ignacego Skrzypka[6].
- W 1976 i 1977 roku na terenie dawnego zamku badania archeologiczne prowadzono pod kierunkiem Henryka Janochy i Ignacego Skrzypka[2]
- W 2007 i 2008 roku na terenie dawnego zamku prowadzono wykopaliska archeologiczne pod kierunkiem mgr Mirosławy Dernogi na zlecenie Urzędu Miejskiego w Złotowie.